# Celtic Woman: O Christmas Tree
Celtic Woman: O Christmas Tree – minialbum zespołu Celtic Woman. Został wydany 21 września 2014 roku. Uplasował się na 2 pozycji rankingu World Albums listy „Billboard”.
Zawiera występy wokalistek Susan McFadden, Lisy Lambe, Méav Ní Mhaolchatha oraz skrzypaczki Máiréad Nesbitt.

## Lista utworów
| Nr | Tytuł                                         | Wykonawca                                                        | Czas |
| -- | --------------------------------------------- | ---------------------------------------------------------------- | ---- |
| 1. | "O Tannenbaum"                                | Susan McFadden, Lisa Lambe, Máiréad Nesbitt, Méav Ní Mhaolchatha |      |
| 2. | "It's Beginning to Look a Lot Like Christmas" | Susan McFadden, Lisa Lambe, Máiréad Nesbitt, Méav Ní Mhaolchatha |      |
| 3. | "The Light of Christmas Morn"                 | Lisa Lambe, Máiréad Nesbitt, Méav Ní Mhaolchatha                 |      |
| 4. | "It Came Upon the Midnight Clear"             | Susan McFadden                                                   |      |
| 5. | "Away in a Manger" (Acoustic)                 | Lisa Lambe                                                       |      |
| 6. | "In the Bleak Midwinter"                      | Méav Ní Mhaolchatha                                              |      |